# Shijie
Shijie es una película china de 2004, escrita y dirigida por Jia Zhangke. Está protagonizada por Zhao Tao y Chen Tai-sheng. Tiene lugar casi por completo en un parque temático de Pekín llamado «El mundo», que ofrece a sus visitantes reproducciones a escala reducida de monumentos famosos. A través de las vidas de algunos de sus empleados, especialmente de la bailarina Tao y su novio Taisheng, que trabaja como guardia de seguridad, se explora el impacto de la urbanización y la globalización en la cultura tradicional china.
El largometraje estrenó el 4 de septiembre de 2004 en el Festival de cine de Venecia.

## Reparto
- Tao: Zhao Tao.
- Taisheng: Chen Taisheng.
- Wei: Jing Jue.
- Niu: Jiang Zhongwei.
- Qun: Huang Yiqun.
- Sanlai: Wang Hongwei.
- Liang: Liang Jingdong.
- Erxiao: Ji Shuai.
- Youyou: Xiang Wan
- Anna: Alla Chtcherbakova.

## Premios
| Fecha | Premio                                     | Categoría                                           | Receptor(es) | Resultado |
| ----- | ------------------------------------------ | --------------------------------------------------- | ------------ | --------- |
| 2005  | Muestra Internacional de Cine de São Paulo | Premio de la crítica a la mejor película extranjera |              | Ganadora  |
| 2005  | Toronto Film Critics Association           | Mejor película en lengua extranjera                 |              | Ganadora  |